# زاهاری دیمیتروف
زاهاری دیمیتروف (بلغاری: Захари Димитров؛ زادهٔ ۱۹ اکتبر ۱۹۷۵) بازیکن فوتبال اهل بلغارستان است.